# بوکووچه، یاگودینا
بوکووچه (صربی: Bukovče}} یک منطقهٔ مسکونی در صربستان است که در Pomoravlje District واقع شده‌است.
 بوکووچه  ۷۵۰ نفر جمعیت دارد.